# Corinna zu Sayn-Wittgenstein
Corinna zu Sayn-Wittgenstein, född Larsen 1964 i Frankfurt am Main, är en dansk affärskvinna.

## Biografi
År 2012 arbetade hon som organisatör av jakt i Afrika för företaget Boss & Company Sporting Agency, vars kunder i allmänhet är mycket välbeställda. Hon bokade transporter med charterplan eller kommersiella flyg, ordnade jaktlicenser och gevär, utverkade tillstånd i destinationslandet samt hade hand om förläggning och logi. Hon fungerade också som representant för kung Juan Carlos I av Spanien och för al-Walid bin Talal av Saudiarabien. Hon ingick i hedersbesättningen på den spanska segelbåten Desafío Español i Copa America under befäl av den spanske monarken.
Hon namngavs av journalisten Pilar Eyre i hennes bok La soledad de la reina (”Drottningens ensamhet”), som handlar om drottning Sophia. I boken beskrivs Sayn-Wittgenstein som en attraktiv kvinna och med stort inflytande på den spanske statschefen.

### Familj
zu Sayn-Wittgenstein är dotter till företagsledaren Finn Bönning Larsen och Ingrid Sauer. Hon har varit gift med Philip J. Adkins, som är far till hennes dotter född 1992. Hon fick titeln prinsessa efter äktenskap 2000 med prins Johann Casimir zu Sayn-Wittgenstein. De fick en son tillsammans men skildes 2005. Hon har också upprätthållit en relation med en medlem av familjen Flick, som styr en stor del av Mercedes-Benz.